# Altwin (Eichstätt)
Altwin († 847?) war Fürstbischof von Eichstätt von 837(?) bis 847(?).
Altwin stammte, wie seine Vorgänger vermutlich auch, aus dem bayerischen Geschlecht der Roninger. Möglicherweise war er ein Verwandter, etwa der Neffe, des Regensburger Bischofs Adalwin.
Er gestattete um 838/839 dem Diakon Gundram, Verwalter des Klosters Solnhofen die Öffnung des Grabes des Sola, um ihn an eine würdevollere Stelle umzubetten.